# Многощитковый селар
Многощитковый селар, или большеглазая ставрида (лат. Selar crumenophthalmus), — вид морских лучепёрых рыб из семейства ставридовых. Широко распространены в тропических и тёплых умеренных водах всех океанов. Максимальная длина тела 70 см. Ценная промысловая рыба.

## Этимология
Видовое название происходит от др.-греч. ὀφθαλμός — «глаз» и лат. crumena — кожаный кошелек или портмоне, и связано с жировым веком, почти полностью закрывающем глаз; остающаяся вертикальная щель напоминает открытие кошелька.

## Описание
Тело удлинённое, немного сжато с боков. Мелкая циклоидная чешуя покрывает всё тело, за исключением небольшого участка голой кожи за брюшными плавниками. Нижний профиль тела немного более выпуклый по сравнению с верхним профилем. Глаза очень большие, их диаметр несколько меньше длины рыла; почти полностью закрыты жировым веком; остаётся открытой только небольшая вертикальная щель в центре глаза. Окончание верхней челюсти широкое; доходит до вертикали, проходящей через передний край глаза. Зубы на обеих челюстях мелкие и загнутые. На верхней челюсти зубы расположены узкой полосой, которая сужается по бокам. На нижней челюсти зубы идут одним неравномерным рядом. На верхней части первой жаберной дуги 9—12 жаберных тычинок, а на нижней части 27—31 жаберных тычинок. Край вторичного пояса грудного плавника (cleithrum) с глубокой бороздой с большим бугорком под ней и маленьким бугорком у верхнего края борозды. Два спинных плавника. В первом спинном плавнике 8 жёстких лучей, а во втором — 1 жёсткий и 24—27 мягких лучей. В анальном плавнике 1 колючий и 21—23 мягкий луч, перед плавником расположены 2 колючки. Последний мягкий луч спинного и анального плавников не отделён от остальных лучей. Грудные плавники короткие (короче длины головы), серповидной формы. Боковая линия делает невысокую вытянутую дугу в передней части, а затем идёт прямо до хвостового стебля. Длина хорды выгнутой части боковой линии почти равна длине прямой части. В выгнутой части 48—56 чешуй и 0—4 костных щитков; в прямой части 0—11 чешуек и 29—42 костных щитков. Щитки относительно небольшие. Хвостовой плавник серповидный. Позвонков: 10 туловищных и 14 хвостовых.
Верхняя треть тела и верх головы синего цвета с металлическим отливом или голубовато-зелёного цвета. Нижние ⅔ тела и голова серебристые или беловатые. От заднего края жаберной крышки до верхней части хвостового стебля проходит широкая полоса жёлтого цвета. Маленькое чёрное пятно овальной формы у края жаберной крышки. Первый спинной плавник полупрозрачный с тёмными краями; второй спинной плавник темноватый с черноватой передней частью; анальный плавник полупрозрачный или слегка темноватый вдоль основания; хвостовой плавник темноватый с тёмным кончиком верхней доли; грудные плавники полупрозрачные или слегка темноватые у основания, иногда с желтоватым оттенком; брюшные плавники полупрозрачные.
Максимальная длина тела — 70 см.

## Биология
Морские пелагические рыбы. Обитают в чистых прозрачных водах вокруг океанических островов, а также в прибрежных водах на глубине от 1 до 170 м; изредка встречаются в мутных водах. В дневные часы образуют скопления от нескольких сотен до нескольких тысяч особей. В ночные часы рассредотачиваются в поисках пищи. Питаются придонными и пелагическими беспозвоночными, зоопланктоном и мелкими рыбами.

## Ареал
Широко распространены в тропических и тёплых умеренных водах всех океанов. Западная Атлантика: от Новой Шотландии вдоль побережья США до Бермудских и Багамских островов; Мексиканский залив, Карибское море; вдоль побережья Южной Америки до Рио-де-Жанейро. Восточная Атлантика: от Сенегала до юга Анголы, включая острова Зелёного мыса, Вознесения и Святой Елены. Индо-Тихоокеанская область: от восточного побережья Африки вдоль Южной и Юго-Восточной Азии до Японии и Австралии. Тихий океан: Гавайские острова. Восточная Пацифика: от Нижней Калифорнии и Калифорнийского залива до Эквадора, а также вокруг океанических островов, таких как Галапагосские.

## Хозяйственное значение
Промысловая рыба. Мировые уловы в 2010-е годы варьировали от 200 до 215 тысяч тонн. Больше всех ловят Филиппины, Малайзия, Таиланд и Венесуэла. Промысел ведётся тралами, ярусами, кошельковыми и закидными неводами. Реализуется в свежем, солёном и вяленом виде.